# Miss You Already
Miss You Already is een Britse  film uit 2015 onder regie van Catherine Hardwicke. De film ging in première op 12 september op het 40ste Internationaal filmfestival van Toronto.

## Verhaal
De twee hartsvriendinnen Milly (Toni Collette) en Jess (Drew Barrymore) delen al sinds hun jeugd lief en leed met elkander, hoewel ze elkaars tegenpolen zijn. Milly heeft alles, een succesvolle carrière, een prachtig huis, een man en twee kinderen. Jess is een stedenbouwkundige, leeft in een boothuis met haar vriend Jago en wil heel graag een kindje. Hun vriendschap komt zwaar onder druk te staan wanneer Milly verneemt dat ze borstkanker heeft en Jess uiteindelijk zwanger geraakt.

## Rolverdeling
| Acteur             | Personage |
| ------------------ | --------- |
| Toni Collette      | Milly     |
| Drew Barrymore     | Jess      |
| Dominic Cooper     | Kit       |
| Paddy Considine    | Jago      |
| Jacqueline Bisset  | Miranda   |
| Frances de la Tour | Jill      |
| Tyson Ritter       | Ace       |
| Mem Ferda          | Ahmed     |

## Productie
Het filmen begon op 7 september 2014 in Londen en later werd er gefilmd in North York Moors. Er werd ook gefilmd in het UCH Macmillan Cancer Centre, een hospitaal in Londen.